# Mirko Grahovac
Mirko Grahovac (Bakovčica, Koprivnica, 19. listopada 1859. – Daruvar, 5. kolovoza 1937.), hrvatski pravnik i političar

## Životopis
Rodio se u Bakovčici kraj Koprivnice. Gimnaziju završio u Zagrebu. Studirao pravo u Zagrebu. Dok je studirao bio je predsjednik akademskog društva, a do promicanja za doktora znanosti bio je koncipijent (odvjetnički pripravnik) kod M. Mrazovića u Zagrebu i M. Rojca u Bjelovaru. Od 1894. članom Odvjetničke komore. U Daruvar došao kao odvjetnik i otvorio pisarnicu i javni bilježnik 1890-tih. Imao kuću u Daruvaru na uglu Radićeve i Kumičićeve ulice. U politiku je ušao kao kandidat hrvatsko-srpske koalicije, tj. koalirane Hrvatske stranke prava. Bio je oporbeni čelnik u Daruvaru. Najveći zagovornik hrvatskih političkih ideja u Daruvaru. Općinski zastupnik. Pobijedio u Daruvaru 1906. na programu HSP – Koalicija na izborima za Hrvatski sabor. U Saboru je obnašao dužnost potpredsjednika. Bio član odjela za unutarnje poslove. U Hrvatski je sabor izabran i 1908. godine. Zato što je izvrsno znao pravo, bio je poslanik Zastupničke kuće zajedničkog hrvatsko-ugarskog sabora u Budimpešti. Sudionik rasprava o Željezničkoj pragmatici. Zabilježen govor gdje se suprotstavio nekim mađarskim krugovima koji su htjeli ozakoniti u Hrvatskoj nezakonitu uporabu mađarskog jezika na željeznici. Posljedica govora je slom "politike novog kursa" u onom dijelu u kojem se mislilo da hrvatska-srpska koalicija može s mađarskom oporbom zajednički nastupati protiv bečke politike. Nakon izbora 1908. nije se kandidirao. Zastupnik u saboru i Zastupničkoj kući bio je i 1909. – 1910. Vodio brigu o Daruvaru, zalagao se za infrastrukturu. Zaslužan za sprječavanje da prevrat u Daruvaru 1918. godine nije okončao sukobom Narodne garde i srpske vojske. Krajem 1920-tih prestao se baviti odvjetništvom, javnim bilježništvom 1934. Umro je u Daruvaru. Pokopan je u Mirogoju u Zagrebu 7. kolovoza 1937. godine.